# Semën Grigor'evič Sokolovskij
Semën Grigor'evič Sokolovskij (in russo Семён Григорьевич Соколовский? (Mosca, 25 dicembre 1921 – Mosca, 28 settembre 1995) è stato un attore russo, premiato nel 1974 come Artista del Popolo dell'Unione Sovietica.

## Carriera
La sua principale attività nel mondo del cinema è quella di interprete e tra i lavori più interessanti possiamo citare la partecipazione nel film Skanderbeg di Sergej Jutkevič nel 1954 .